# Cary Guffey
Cary Guffey (* 10. Mai 1972 in Douglasville, Georgia) ist ein ehemaliger US-amerikanischer Schauspieler, der im Alter von fünf Jahren durch seine Rolle in Steven Spielbergs Unheimliche Begegnung der dritten Art bekannt wurde. Später wirkte er in zwei Bud-Spencer-Filmen als außerirdischer Junge H7-25 mit. 1985 kehrte Guffey der Schauspielerei den Rücken. Er studierte später Marketing und wurde Investmentberater beim Finanzdienstleistungsunternehmen Merrill Lynch, seit 2012 ist er bei PNC Investments beschäftigt. Heute lebt er mit seiner Frau und seinen beiden Kindern in Birmingham, Alabama.

## Filmografie (Auswahl)
- 1977: Unheimliche Begegnung der dritten Art (Close Encounters of the Third Kind)
- 1979: Der Große mit seinem außerirdischen Kleinen (Uno Sceriffo extraterrestre… poco extra e molto terrestre)
- 1980: Buddy haut den Lukas (Chissà perché… capitano tutte a me)
- 1983: Cross Creek
- 1983: Der rasende Gockel (Stroker Ace)
- 1984: Der Bär (The Bear)
- 1985: Fackeln im Sturm (North and South, Miniserie, eine Folge)
- 1985: Das total ausgeflippte Sommercamp (Poison Ivy, Fernsehfilm)